# Leucostethus argyrogaster
Leucostethus argyrogaster es una especie de anfibio anuro de la familia Dendrobatidae. Esta rana es endémica de los departamentos de Amazonas y San Martín en Perú. Habita junto a arroyos en zonas de bosque entre los 400 y 1700 metros sobre el nivel del mar en la cordillera Central. Es una rana terrestre y diurna.

## Publicación original
- Morales & Schulte, 1993 : Dos especies nuevas de Colostethus (Anura, Dendrobatidae) en las vertientes de la Cordillera Oriental del Peru y del Ecuador. Alytes (Paris), vol. 11, n.º 3, p. 97-106.[2]